# Az Északi Tanács Természeti és Környezeti Díja
Az Északi Tanács Természeti és Környezeti Díja az Északi Tanács által alapított elismerés, melynek célja, hogy felhívja a figyelmet a skandináv országokban a természet és a környezet megóvásáért végzett munkára. 1995 óta ítélik oda az Északi tanács többi díjával együtt.

## Díjazottak

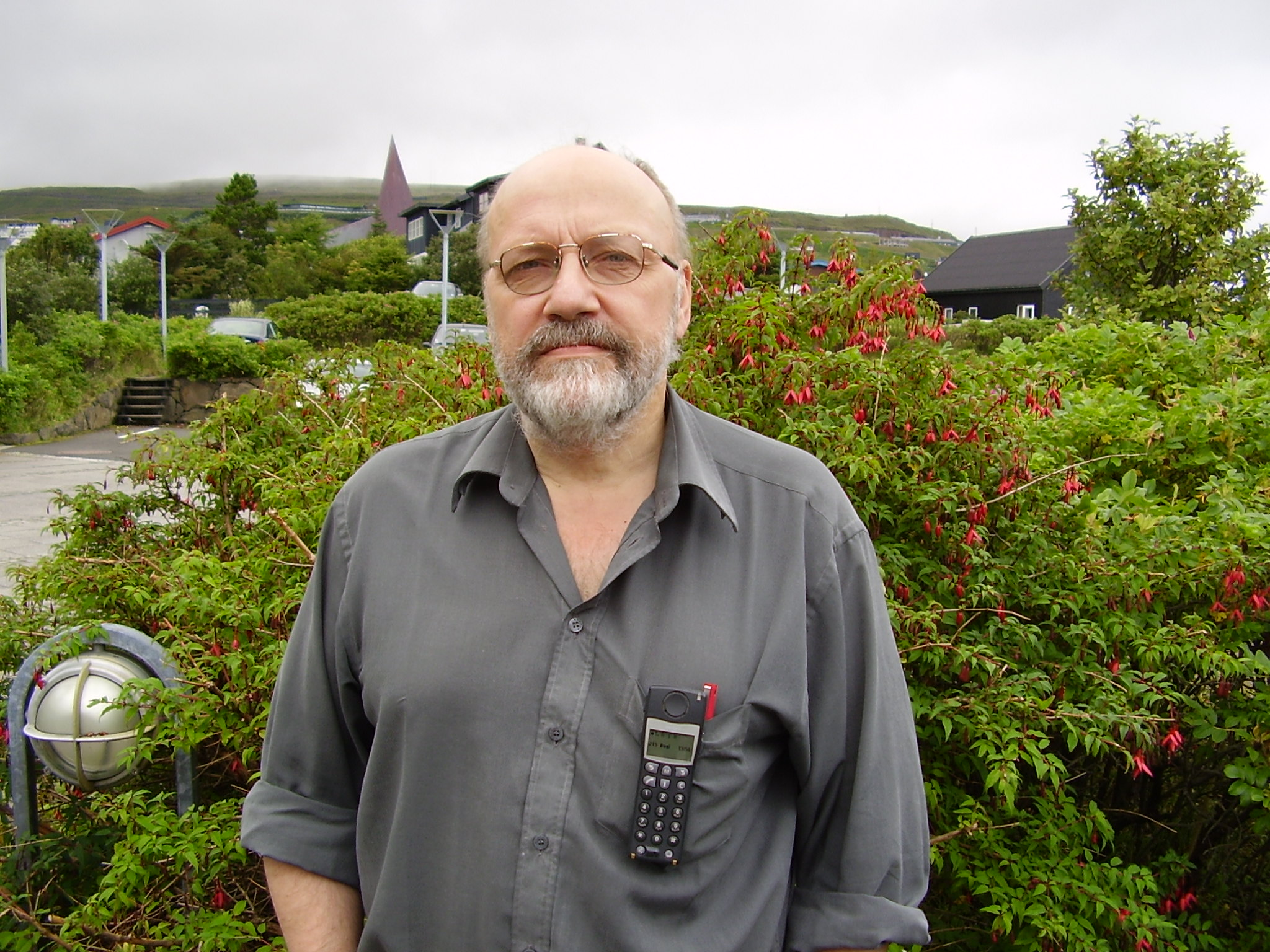
Bogi Hansen, 2006

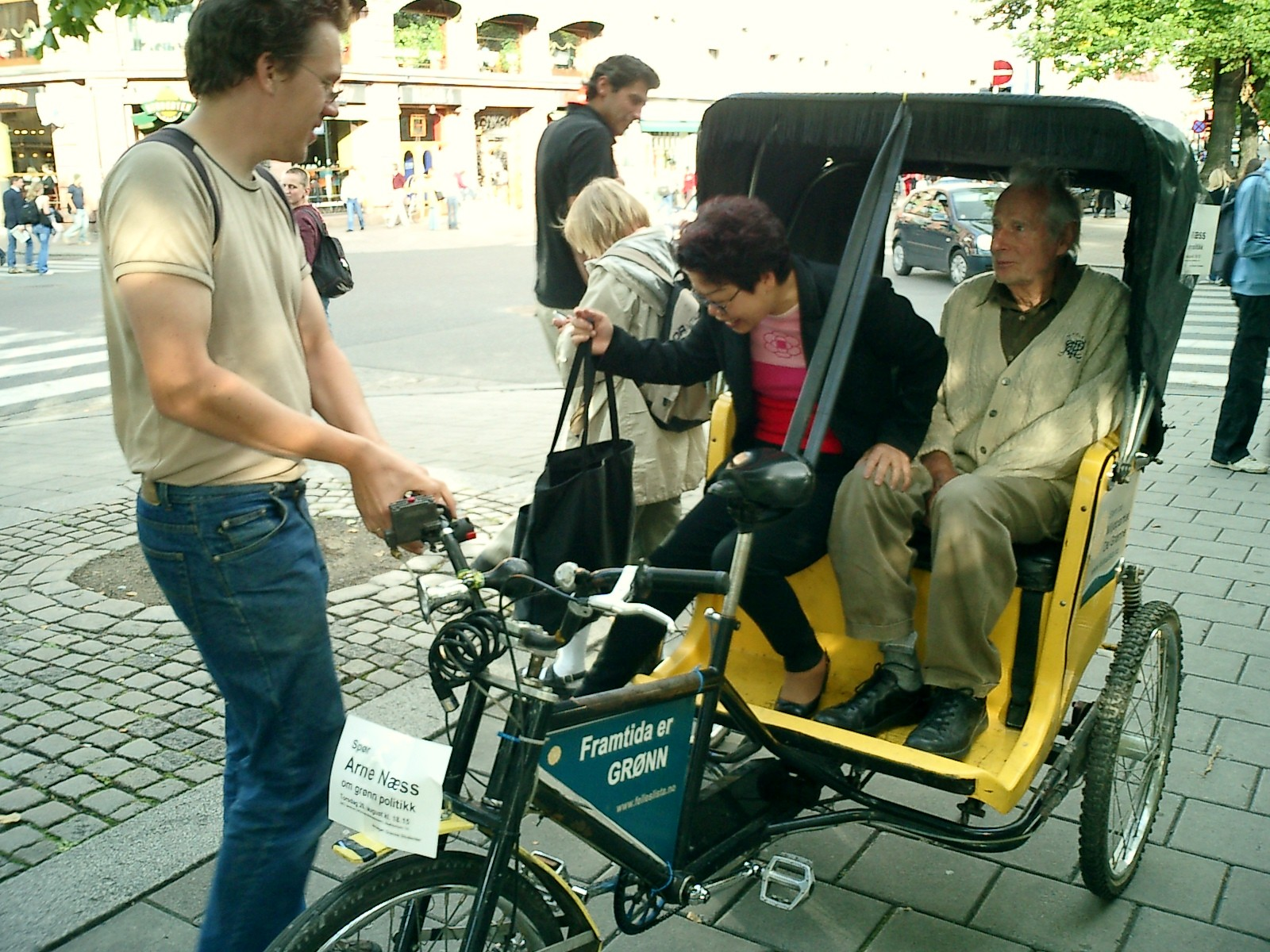
Arne Næss, 2002

Az eddigi díjazottak:
| Év   | Díjazott                                          | Ország     |
| ---- | ------------------------------------------------- | ---------- |
| 2009 | I Ur och Skur erdei iskola kezdeményezés          | Svédország |
| 2008 | Marorka                                           | Izland     |
| 2007 | Albertslund község                                | Dánia      |
| 2006 | Bogi Hansen                                       | Feröer     |
| 2005 | Ann-Cecilie Norderhaug                            | Norvégia   |
| 2004 | Coalition Clean Baltic                            |            |
| 2003 | Luonto-Liitto ry ifjúsági egyesület               | Finnország |
| 2002 | Arne Næss                                         | Norvégia   |
| 2001 | Mats Segnestam                                    | Svédország |
| 2000 | Bellona környezetvédelmi alapítvány               | Norvégia   |
| 1999 | Ålands Natur & Miljö                              | Åland      |
| 1998 | Jarðvegsvernd projekt és vezetője, Ólafur Arnalds | Izland     |
| 1997 | Dán Műszaki Egyetem Termékfejlesztési Intézet     | Dánia      |
| 1996 | Inuit Circumpolar Conference                      | Grönland   |
| 1995 | Torleif Ingelög                                   | Svédország |